# Непедівка
Непе́дівка — село в Україні, у Глуховецькій громаді Хмільницького району Вінницької області. Населення становить 956 осіб.

## Географія
На південно-західній стороні від села бере початок річка Гульва, права притока Гуйви.
У селі бере початок річка Вила, ліва притока Гульви.

## Історія
Село було засновано раніше Козятина, а саме в 1640 році.
До 1917 року в непедівці, як і багатьох селах, була церковно-приходська школа, яка розміщувалась у будинку дяка. Цей будинок згодом було знесено, а пізніше громадою села було побудовано нову школу на дві кімнати. В одній з них навчалося три групи учнів, а в другій - жив дяк. Навчались у школі переважно хлопчики; учителями були піп і дяк, які основну увагу звертали на вивчення Закону Божого. Після революції 1917 року в селі було створено лікнеп для дорослого писемного населення. Навчання проводили у тій же школі, але навчання проводив син дяка з Глуховець, який на той час здобув освіту і став учителем, уже через 2 роки в липні 1919 року в селі сталася велика пожежа - згоріла ціла вулиця. Людей, які залишились без даху над головою, поселили у панському будинку, в якому проживали 2 роки. А в 1924 році погорільці звільнили панський маєток і туди було переведено школу, де було виділено чотири кімнати - на кожен клас окрему. Вчителями працювали М. Жиловська, Н. Червінський, О.Ковтонюк. Учні, які хотіли продовжувати навчання, ходили у сусідні села Гурівці або Глухівці, у яких були семирічні школи. 28 грудня 1943 року село Непедівка було звільнено від німецько-фашистських загарбників, після чого було відновлено навчання дітей в приміщенні церковно-приходської школи і в будинку колишнього сільського куркуля Левчука Григорія, в якому до війни була стайня, через знищений колгосп в 1945 році жителі села почали відбудову господарства, а колгосп тим часом очолив Бондарчук Іван Кіндратович, а потім його змінив молодий вчитель Чайка Іван Аполлонович. У повоєнному 1947 році школу перевели у примщення клубу, в якому раніше була церква. Школярі разом із своїми учителями всіляко допомагали місцевому господарству: доглядали посіви, збирали колоски під час жнив, рятували цукрові буряки від довгоносиків, охороняли хліб на току.
У 1900 році в селі нараховувалось 225 дворів, 1347 жителів. Село належало поміщику Терещенкові — 1256 десятин, церкві — 33 десятини, селянам — 782 десятини.

28 грудня 1943 року село Непедівка було звільнено від німецьких військ.
У 2019 році місцева церква перейшла з УПЦ (МП) до ПЦУ.

## Люди
В селі народився Камінський Євген Євменович (1950—2011) — український історик, дослідник всесвітньої історії, політології, міжнародних відносин.